# Kanton Épinal-Est
Épinal-Est is een voormalig kanton van het departement Vogezen in Frankrijk. Het kanton maakte deel uit van het arrondissement Épinal.
Het kanton werd op 22 maart 2015 opgeheven. De gemeente Épinal werd verdeeld over de nieuwe kantons Épinal-1 en -1. De gemeenten Arches en Dinozé werden opgenomen in het kanton Épinal-1, de overige gemeenten in het kanton Épinal-2.

## Gemeenten
Het kanton Épinal-Est omvatte de volgende gemeenten:
- Arches
- Archettes
- La Baffe
- Deyvillers
- Dignonville
- Dinozé
- Dogneville
- Épinal (deels, hoofdplaats)
- Jeuxey
- Longchamp
- Vaudéville